# Latvijas Sociālistiskā partija
Latvijas Sociālistiskā partija (LSP, russisch Социалистическая партия Латвии; deutsch Sozialistische Partei Lettlands) ist eine politische Partei in Lettland mit sozialistischer Ausrichtung. Da sie seit 2014 nicht mehr bei den Wahlen zur Saeima, dem lettischen Parlament, antritt, spielt sie in der lettischen Politik keine Rolle mehr. 

## Geschichte
Die Sozialistische Partei Lettlands wurde am 14. März 1994 als Reaktion auf das Verbot der kommunistischen Partei gegründet. Sie wurde von Alfrēds Rubiks geprägt, der sich gegen die Wiederherstellung der lettischen Unabhängigkeit eingesetzt hatte und der von 1999 bis 2015 Parteivorsitzender war.

### Beteiligung an Parlamentswahlen
Zur Wahl der 6. Saeima trat die LSP erstmals am 30. September und 1. Oktober 1995 an. Sie gewann 5,6 % der Stimmen und 5 der 100 Sitze in der Saeima.
Bei der Wahl der 7. Saeima am 3. Oktober 1998 stellte die LSP keine Kandidaten auf, sondern empfahl, die Latvijas Sociāldemokrātiskā Strādnieku partija (LSDSP; Lettische Sozialdemokratische Arbeiterpartei) zu wählen.
Für die Wahl der 8. Saeima am 5. Oktober 2002 schloss sich die LSP der Listenverbindung „Für Menschenrechte im vereinten Lettland“ an, der auch die Partei der Volksharmonie und die Partei für Gleichberechtigung angehörten. Diese Listenverbindung gewann 25 der 100 Sitze in der Saeima. Davon gingen 5 Sitze an die LSP. Die Listenverbindung „Für Menschenrechte im vereinten Lettland“ brach bereits im Folgejahr an inneren Zwistigkeiten auseinander.
Zur Wahl der 9. Saeima am 7. Oktober 2006 ging die LSP erneut eine Listenverbindung ein, diesmals mit der Sociāldemokrātiskā partija „Saskaņa“ (SDPS, Sozialdemokratische Partei „Harmonie“) unter der Bezeichnung Saskaņas Centrs (SC, Zentrum der Harmonie), deren Namen klarstellte, dass die LSP nur die zweite Rolle spielte. Diese Listenverbindung gewann 17 der 100 Sitze in der Saeima. Davon gingen 4 Sitze an die LSP. Auch bei den Wahlen der 10. Saeima am 2. Oktober 2010 und der 11. Saeima am 17. September 2011 beteiligte sich die LSP an der Listenverbindung Saskaņas Centrs. 2010 gewann sie 4 Sitze in der Saeima (von 29 des SC) und 2011 nur noch 3 Sitze (von 31 des SC).
Bei der Wahl der 12. Saeima am 4. Oktober 2014 kam die Listenverbindung Saskaņas Centrs nicht mehr zustande. Stattdessen bot Nils Ušakovs, der Vorsitzende der Sociāldemokrātiskā partija „Saskaņa“, einzelnen Mitgliedern der LSP an, auf der Liste der SDPS zu kandidieren. Daraufhin trat die LSP nicht zur Wahl an. Auch zu den Wahlen der 13. Saeima am 6. Oktober 2018 und der 14. Saeima am 1. Oktober 2022 trat die LSP nicht mehr an. Sie spielt infolgedessen in der lettischen Politik seit 2014 keine Rolle mehr.

### Beteiligung an Europawahlen
Bei der Europawahl 2004 erreichte die LSP nur 1,7 % der Stimmen und gewann deshalb keinen der Lettland im Europäischen Parlament zustehenden Sitze. Zur Europawahl 2009 trat sie in der Listenverbindung Saskaņas Centrs an und gewann zum ersten und einzigen Mal einen Sitz im Europäischen Parlament, den der Parteivorsitzende Rubiks einnahm. Bei der Europawahl 2014 kandidierte sie mit einer eigenen Liste und blieb mit 1,5 % der Stimmen erfolglos.
Von ihrer Gründung 2013 bis zu deren Auflösung 2023 war die LSP Mitglied der Initiative kommunistischer und Arbeiterparteien Europas.

## Inhaltliches Profil
Die Partei hat ihre Anhänger fast ausschließlich unter der russischsprachigen Bevölkerung Lettlands. Im Vordergrund stehen für sie Themen wie Sprachgesetze und Fragen der Staatsbürgerschaft, die für die ethnischen Russen von Bedeutung sind. Nach Auffassung der Partei sollte die lettische Staatsbürgerschaft allen Menschen verliehen werden, die 1990 Bürger der Lettischen SSR waren. Derzeit sieht das Gesetz dies nur für Nachfahren von Personen vor, die vor der Annexion Lettlands durch die Sowjetunion 1940 Bürger Lettlands waren, und verlangt von später Zugezogenen, ein Einbürgerungsverfahren zu durchlaufen.

## Wahlergebnisse
| Jahr | Mandate |
| ---- | ------- |
| 1995 | 4/100   |
| 2002 | 5/100   |
| 2006 | 4/100   |
| 2010 | 4/100   |
| 2011 | 3/100   |

| Jahr | Mandate |
| ---- | ------- |
| 2004 | 0/9     |
| 2009 | 1/8     |
| 2014 | 0/8     |

## Vorsitzende
- 1994–1999: Filips Stroganovs
- 1999–2015: Alfred Rubiks
- seit 2015: Vladimirs Frolovs